# Róża francuska

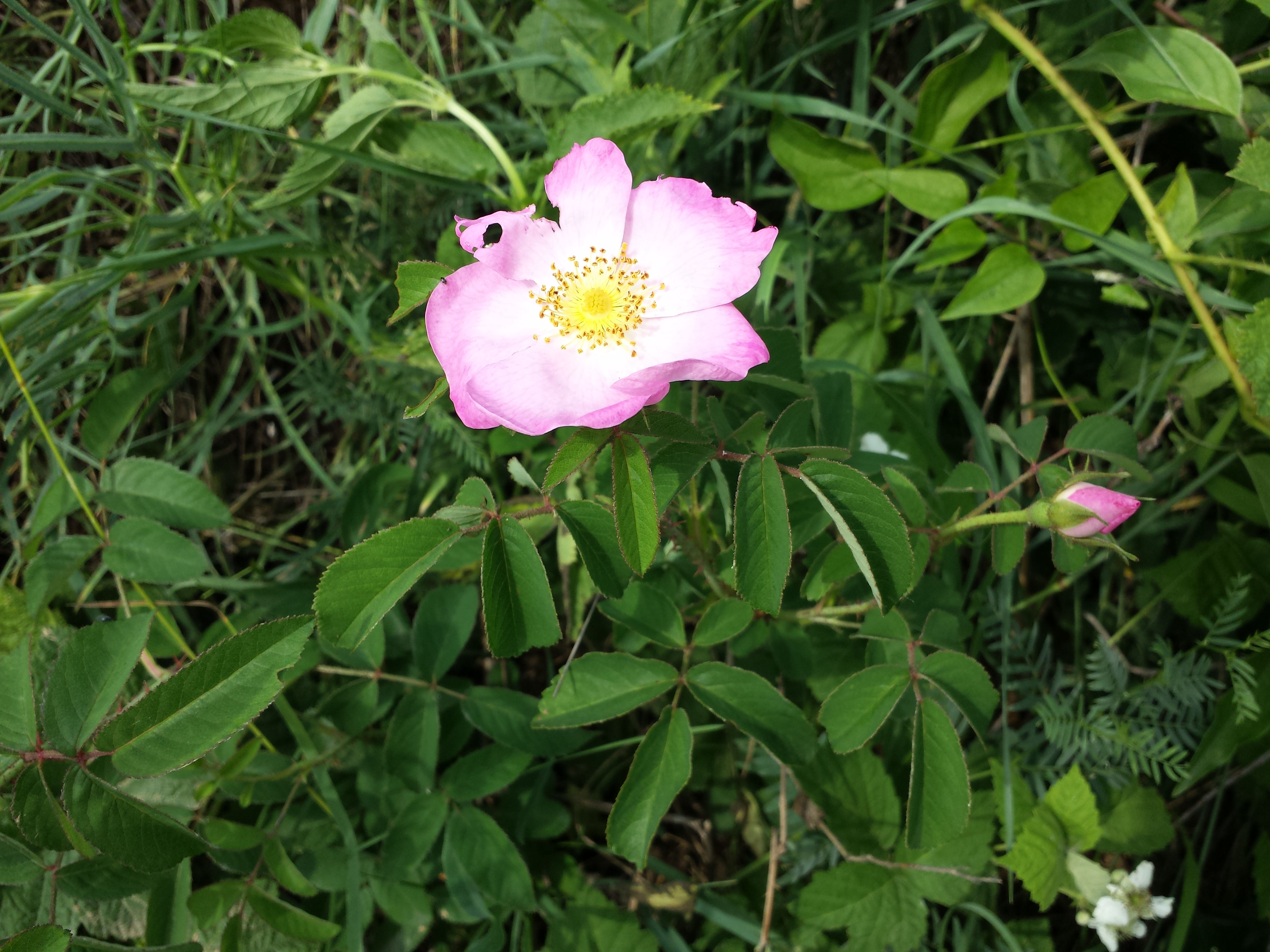
Forma dzika

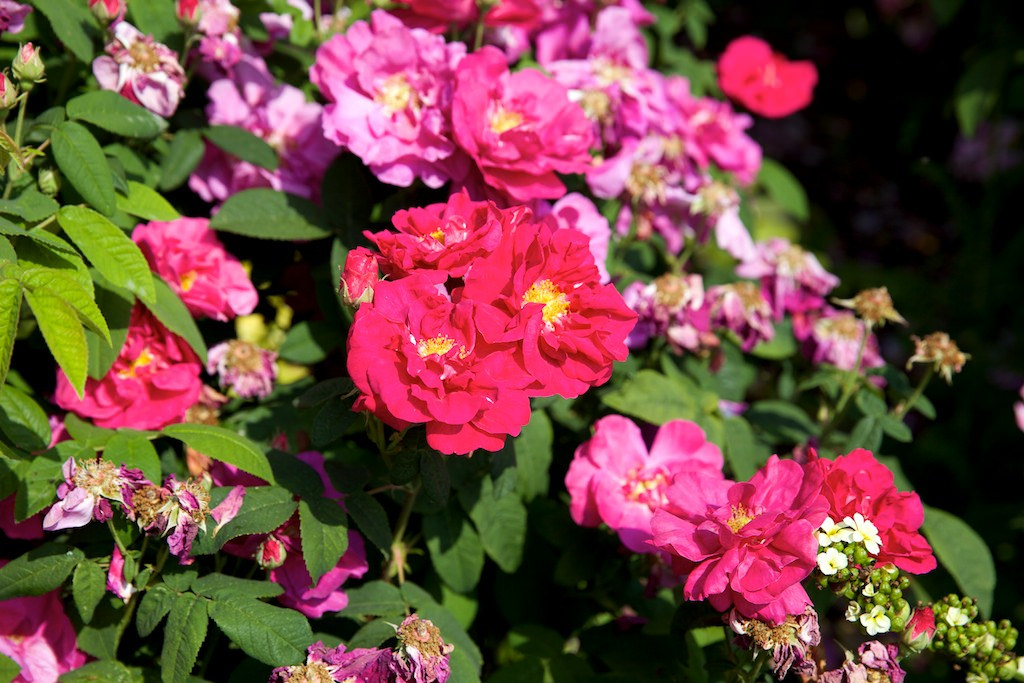
R. gallica var. officinalis

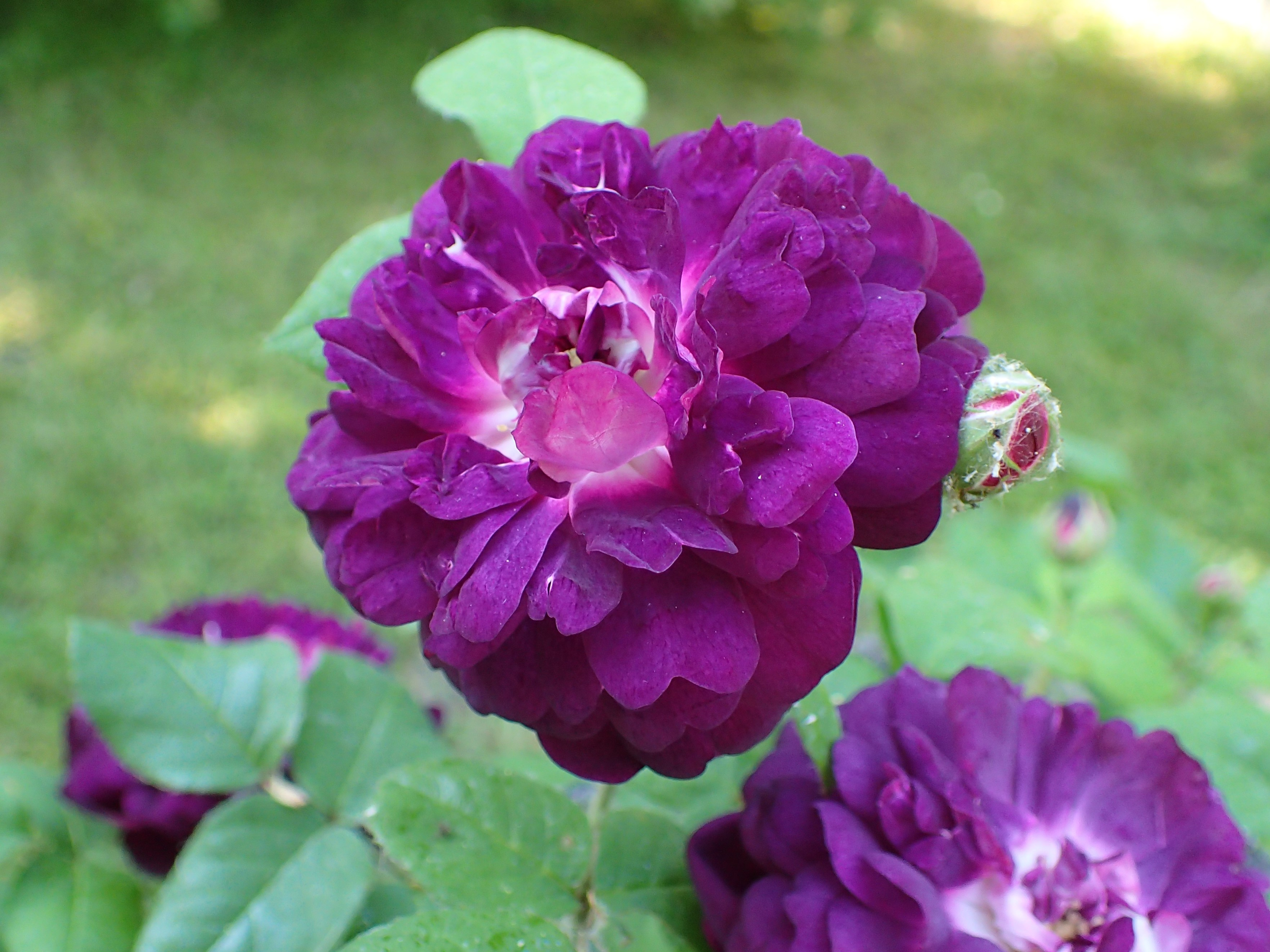
Odmiana 'Cardinal de Richelieu'

Róża francuska (Rosa gallica L.) – gatunek krzewu należący do rodziny różowatych (Rosaceae Juss.). Występuje w południowej, wschodniej i centralnej Europie oraz w Turcji i na Kaukazie. Kiedyś pospolity na terenie Polski, obecnie w środowisku naturalnym rzadki. Występuje w południowej Polsce, głównie na Nizinie Śląskiej, w pasie wyżyn, w górach w piętrze pogórza. Uprawiany był w Europie już przed rokiem 1500.

## Morfologia
PokrójRozłożysty krzew dorastający do 1,2 m wysokości. Pędy cienkie, nagie i proste z dwoma rodzajami drobnych kolców (nie cierni); sierpowato zakrzywionych i prostych, a także z drobnymi igiełkowatymi szczecinkami. Pędy podziemne: krótkie, czołgające się dość grube kłącze.
LiścieLiście pierzasto-złożone, najczęściej 5-listkowe, o listkach szerokojajowatych, brzegiem gruczołkowato ząbkowanych. Wierzch ciemnozielony, pozornie skórzasty, spodem jaśniejszy, na nerwach delikatnie owłosione.
KwiatyDuże, pojedyncze, pięciopłatkowe, w ciemnoróżowym kolorze, charakteryzujące się silnym zapachem. Kielich o pierzastych działkach, mocno odgiętych w dół, szybko odpadający. Szyjki słupka nagie, lub nieco tylko owłosione.
OwoceNiełupki. Duża liczba niełupek powstaje w czerwonym, kulistopodłużnym owocu pozornym, powstającym z rozrośniętego dna kwiatowego.

## Biologia i ekologia
Rośnie w zaroślach, na miedzach, przydrożach. Preferuje miejsca suche. Kwitnie w czerwcu i lipcu, po róży dzikiej.

## Zmienność
- Tworzy mieszańce z różą drobnokwiatową, r. dziką, r. Jundziłła, r. kutnerowatą, r. polną, r. rdzawą, r. siną, r. zapoznaną[7].

- Odmiany ozdobne. Z krzyżówek róży francuskiej powstało wiele hybryd, które ogólnie stanowią grupę zwaną różami francuskimi, zalicza się je do najstarszych róż ogrodowych określanych jako "Róże historyczne". Do najbardziej znanych odmian zalicza się:
  - Rosa galica var. officinalis – o czerwono-karminowych kwiatach, zwana u nas różą aptekarzy. Róża ta w Wojnie Dwóch Róż była emblematem rodu Lancasterów. Z tego powodu róża ta jest znana także pod nazwą "róży Lancasterów".
  - Rosa galica var. violacea – o pąkach ciemnofioletowych, wpadających prawie w czerń i purpurowych kwiatach
  - Rosa galica var. complicata – o kwiatach czerwonych z białymi środkami.
  - Rosa galica var. versicolor – dwukolorowa, czerwono-różowa zwana też Rosa Mundi.

## Zagrożenia i ochrona
Roślina objęta w Polsce ochroną gatunkową od 2004 r. Ścisłą ochroną objęte są dziko rosnące okazy. Na wielu stanowiskach wyginęła w wyniku zniszczenia siedlisk. Jest także zagłuszana i zacieniana w wyniku naturalnej sukcesji zespołów leśnych. Jedno z liczniejszych stanowisk róż francuskich dziko rosnących w Polsce znajduje się w Wielkopolsce (droga z Nowieczka do Ostrowieczna).
W opracowaniu Czerwona lista roślin i grzybów Polski (2006, 2016) jest umieszczona w grupie gatunków narażonych na wyginięcie (kategoria zagrożenia VU). 
Według Polskiej czerwonej księgi roślin – gatunek narażony na wymarcie (kategoria zagrożenia VU).

## Zastosowanie
- Roślina ozdobna – częsta w uprawie jako jedna z grup "róż parkowych" (jej odmiany i mieszańce). Strefy mrozoodporności 5-9[5]. Jest odporna na choroby liści. Znana była od czasów antycznych i uprawiana już przez Rzymian na terenie prawie całego Imperium. W tekstach Pliniusza Starszego (23-79 n.e.), identyfikowana jest z opisaną przez niego Różą z Miletu. Można ją też rozpoznać na freskach z Pompeii. Rembertus Dodonaeus (ok. 1550) nazywa ją Rosa sativa. Od Średniowiecza była szeroko używana ze względu na swe właściwości medyczne. W 1596 w swym katalogu roślin angielski chemik i botanik John Gerard nazywa ją Rosa rubra, natomiast w "Hortus Eystettensis" niemieckiego botanika Basiliusa Beslera (1561-1629) występuje pod nazwą Rosa Milesia rubra flore pleno. W 1753 Linneusz skatalogował ją pod nazwą Rosa gallica.
- Roślina lecznicza. Ma podobne własności, jak róża dzika.
- Roślina olejkodajna – z kwiatów można otrzymywać olejek różany[12]